# Te Deum

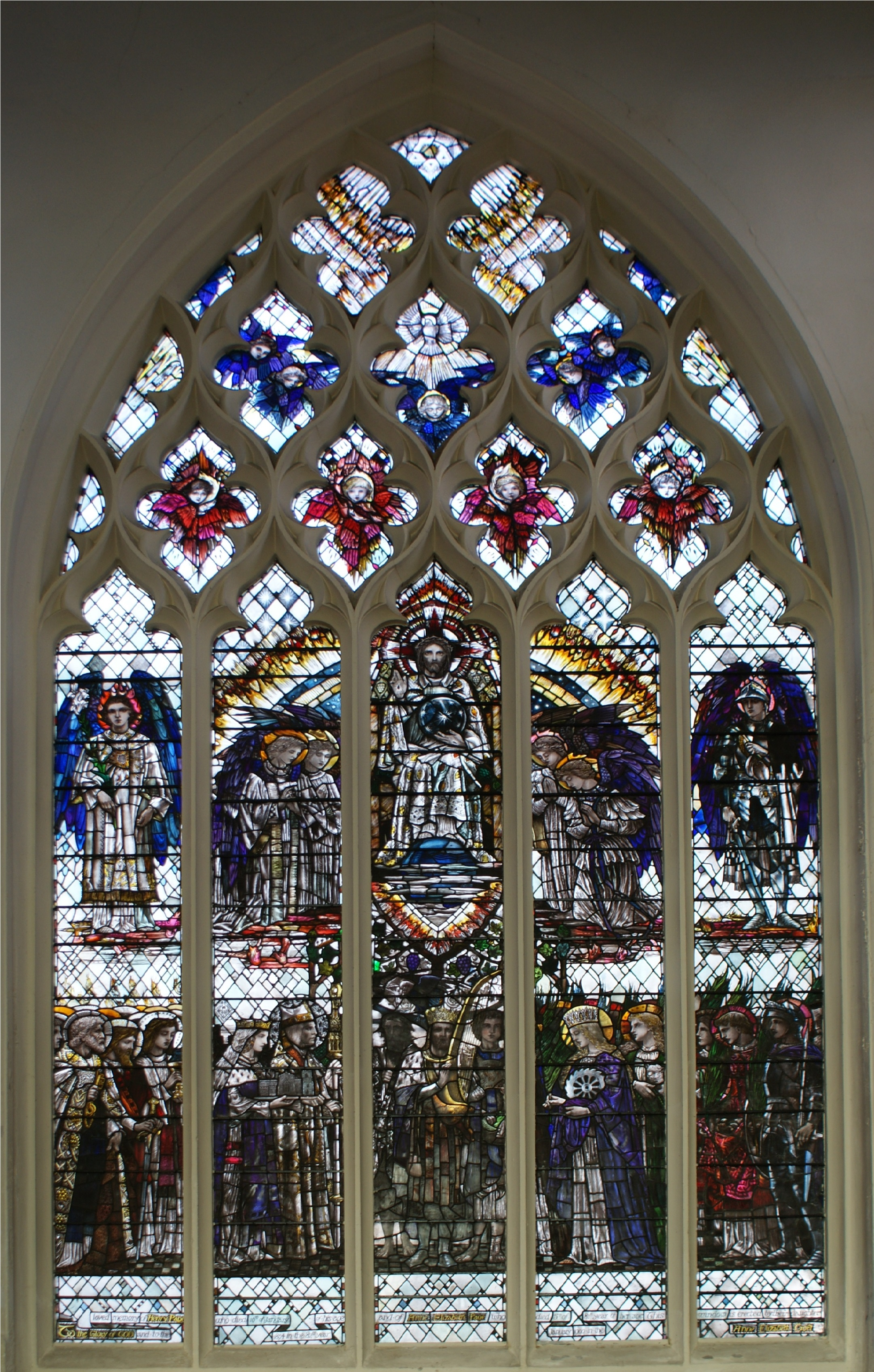
Vetrata del Te Deum realizzata da Christopher Whall nel 1905 per la chiesa di St. Mary a Ware (Hertfordshire)

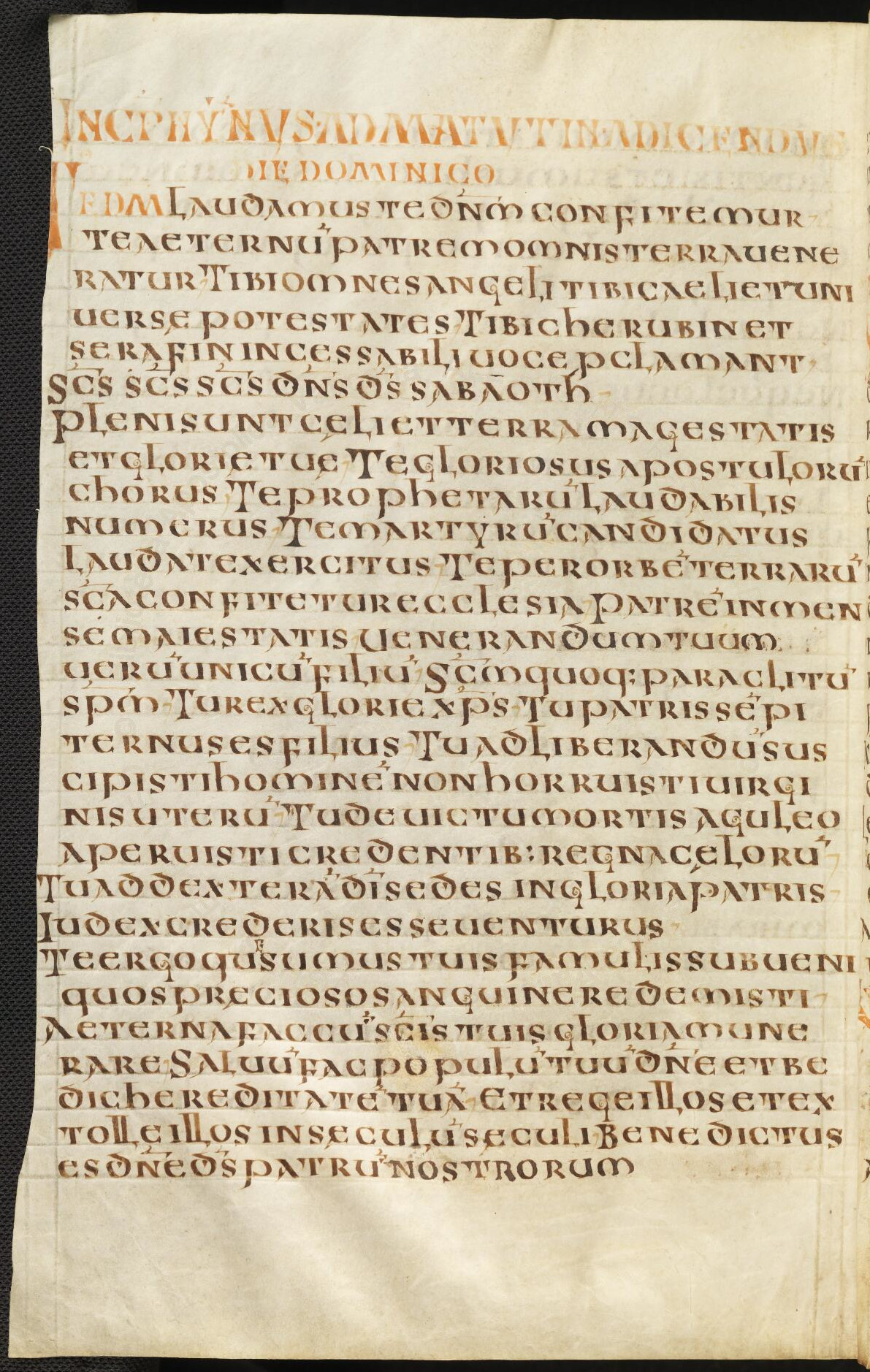
Inizio dell'inno dal Vat. Reg. lat. 11 fol. 230v (730-765 circa)

Il Te Deum (estesamente Te Deum laudamus, latino per "Noi ti lodiamo Dio") è un inno cristiano in prosa di origine antica.
Nella Chiesa cattolica il Te Deum è legato alle celebrazioni di ringraziamento; viene tradizionalmente cantato durante alcune solennità, come la sera del 31 dicembre - per ringraziare il Signore dell'anno appena trascorso - oppure nella Cappella Sistina ad avvenuta elezione del nuovo pontefice, prima che si sciolga il conclave, o ancora a conclusione di un Concilio.
Nella Liturgia delle ore secondo i riti romano e ambrosiano, il Te Deum trova il suo posto alla fine dell'Ufficio delle letture, prima della orazione conclusiva, nelle solennità, nelle feste dei santi, in tutte le domeniche tranne quelle di Quaresima (e, per il rito ambrosiano, anche quelle di Avvento), nei giorni fra l'ottava di Natale e quelli fra l'ottava di Pasqua.
È utilizzato anche assieme ai cantici ordinari delle Preghiere del Mattino nel Libro delle preghiere comuni, ed è ancora in uso presso molte Chiese riformate.

## Attribuzione
L'origine del canto era tradizionalmente attribuita a san Cipriano di Cartagine oppure, secondo una leggenda dell'VIII secolo, si è sostenuto che fosse stato composto a quattro mani da sant'Ambrogio e da sant'Agostino il giorno di battesimo di quest'ultimo, avvenuto a Milano nel 386, per questo è stato chiamato anche "inno ambrosiano".
Oggi gli specialisti attribuiscono la redazione finale a san Niceta, vescovo di Remesiana (oggi Bela Palanka) alla fine del IV secolo.

## Testo
Dall'analisi letteraria, l'inno si può dividere in tre parti.
- La prima, fino a Paraclitum Spiritum, è una lode trinitaria indirizzata al Padre. Letterariamente è molto simile a un'anafora eucaristica, contenendo il triplice Sanctus.
- La seconda parte, da Tu rex gloriæ a sanguine redemisti, è una lode a Cristo Redentore.
- L'ultima, da Salvum fac, è un seguito di suppliche e di versetti tratti dal libro dei salmi:
  - Salvum fac populum tuum, Domine, et benedic hereditati tuae. Et rege eos, et extolle illos usque in aeternum: Sal 28,9[6];
  - Per singulos dies benedicimus te; et laudamus nomen tuum in saeculum, et in saeculum saeculi: Sal 145,2[7];
  - Miserere nostri, Domine, miserere nostri: riferimento a Sal 51,3.6[8];
  - Fiat misericordia tua, Domine, super nos, quemadmodum speravimus in te: Sal 33,22[9];
  - In te, Domine, speravi: non confundar in aeternum: Sal 31,2[10].

Solitamente viene cantato a cori alterni: presbitero o celebrante e il popolo.
| Latino Te Deum laudamus: te Dominum confitemur. Te aeternum patrem, omnis terra veneratur. Tibi omnes angeli, tibi caeli et universae potestates: tibi cherubim et seraphim, incessabili voce proclamant: "Sanctus, Sanctus, Sanctus Dominus Deus Sabaoth. Pleni sunt caeli et terra maiestatis gloriae tuae." Te gloriosus Apostolorum chorus, te prophetarum laudabilis numerus, te martyrum candidatus laudat exercitus. Te per orbem terrarum sancta confitetur Ecclesia, Patrem immensae maiestatis; venerandum tuum verum et unicum Filium; Sanctum quoque Paraclitum Spiritum. Tu rex gloriae, Christe. Tu Patris sempiternus es Filius. Tu, ad liberandum suscepturus hominem, non horruisti Virginis uterum. Tu, devicto mortis aculeo, aperuisti credentibus regna caelorum. Tu ad dexteram Dei sedes, in gloria Patris. Iudex crederis esse venturus. Te ergo quaesumus, tuis famulis subveni, quos pretioso sanguine redemisti. Aeterna fac cum sanctis tuis in gloria numerari. Salvum fac populum tuum, Domine, et benedic hereditati tuae. Et rege eos, et extolle illos usque in aeternum. Per singulos dies benedicimus te; et laudamus nomen tuum in saeculum, et in saeculum saeculi. Dignare, Domine, die isto sine peccato nos custodire. Miserere nostri, Domine, miserere nostri. Fiat misericordia tua, Domine, super nos, quemadmodum speravimus in te. In te, Domine, speravi: non confundar in aeternum. | (Traduzione letterale) Noi ti lodiamo, Dio, affermiamo [che sei] Tu il Signore Tutta la terra venera Te, eterno Padre. A Te tutti gli angeli a Te le potenze del cielo e dell'universo a Te i Cherubini e i Serafini, cantano con voce incessante: "Santo, Santo, Santo il Signore Dio degli eserciti. I cieli e la terra sono pieni della maestà della tua gloria. Ti loda il coro glorioso degli apostoli il numero lodevole dei profeti, la candida schiera dei martiri; In tutto il mondo la santa Chiesa proclama Te Padre d'immensa maestà; il Tuo venerabile e unico vero Figlio e anche lo Spirito Santo Paraclito. Tu re della gloria, Cristo, Tu sei il Figlio eterno del Padre, Tu per liberare l'uomo, non disdegnasti il grembo della Vergine Tu, sconfitto l'aculeo della morte, apristi ai credenti il regno dei Cieli. Tu siedi alla destra di Dio, nella gloria del Padre. Confidiamo che sarai il giudice che viene. Dunque Ti chiediamo: soccorri i tuoi servi che hai redento col tuo Sangue prezioso. Fa che siano contati coi Tuoi Santi nella gloria. Salva il tuo popolo, Signore, e benedici la tua eredità. e guidali e sorreggili in eterno Ogni giorno Ti benediciamo, e lodiamo il tuo nome nel mondo, e in eterno. Degnati oggi, Signore, di custodirci senza peccato. Pietà di noi, Signore, pietà di noi. Sia su di noi, Signore, la Tua misericordia, nella misura in cui abbiamo sperato in Te. In Te, Signore, ho sperato: non sarò confuso in eterno. | Italiano Noi ti lodiamo, Dio, ti proclamiamo Signore. O eterno Padre, tutta la terra ti adora. A te cantano gli angeli e tutte le potenze dei cieli: Santo, Santo, Santo il Signore Dio dell'universo. I cieli e la terra sono pieni della tua gloria. Ti acclama il coro degli apostoli e la candida schiera dei martiri; le voci dei profeti si uniscono nella lode; la santa Chiesa proclama la tua gloria, adora il tuo unico Figlio e lo Spirito Santo Paraclito. O Cristo, re della gloria, eterno Figlio del Padre, tu nascesti dalla Vergine Madre per la salvezza dell'uomo. Vincitore della morte, hai aperto ai credenti il regno dei cieli. Tu siedi alla destra di Dio, nella gloria del Padre. Verrai a giudicare il mondo alla fine dei tempi. Soccorri i tuoi figli, Signore, che hai redento col tuo Sangue prezioso. Accoglici nella tua gloria nell'assemblea dei santi. Salva il tuo popolo, Signore, guida e proteggi i tuoi figli. Ogni giorno ti benediciamo, lodiamo il tuo nome per sempre. Degnati oggi, Signore, di custodirci senza peccato. Sia sempre con noi la tua misericordia: in te abbiamo sperato. Pietà di noi, Signore, pietà di noi. Tu sei la nostra speranza, non saremo confusi in eterno. |

Si aggiunge una traduzione in forma semi-poetica, rimata:

Italiano (trad. semipoetica)
Te con lodi, te con cantici

Confessiamo, o gran Signore

E risponde al labbro il core

Nel lodarti, eterno Re.

Non v'ha clima, non v'ha popolo

Che la tua possenza ignori

Che il tuo nome non adori,

Che non tremi innanzi a te.

Nel lodarti ognor gareggiano

Le ruotanti immense sfere

E degli angioli le schiere

Colle empiree Podestà.

Cherubini e Serafini

Al tuo trono umili e chini

Santo, santo, santo acclámanti

Dio d'immensa maestà.

Da te scende negli eserciti

La sconfitta e la vittoria;

Tutto è pien della tua gloria

Terra, cielo e mare ancor.

De' profeti, degli Apostoli,

Ti decanta il gran senato,

E lo stuolo candidato,

De' tormenti sprezzator.

Dall'Idaspe al mar d'Atlante

Ti confessa la tua Chiesa

Sempre santa, sempre illesa

Fra il conflitto più crudel.

In te, sommo Genitore,

Nel tuo vero unico Figlio,

Nel divino eterno Amore,

Sempre adora il Re del ciel.

Re di gloria tu se', o Cristo,

Di Dio Padre eterna prole:

Tu per far dell'uomo acquisto

Che gemeva in servitù,

Vergin seno non sdegnasti,

E di morte vinto il pungolo 

Ai credenti spalancasti,

L'auree porte di lassù.

Tu alla destra di Dio Padre

Glorioso assiso or stai,

E tremendo un dì verrai

L'universo a giudicar.

Deh benigno, deh pietoso,

Odi il prego de' tuoi servi

Che col sangue tuo prezioso

Ti degnasti riscattar.

Dagli assalti de' nemici 

Tu li guarda e benedici:

Son gli eredi del tuo regno,

Son tuo popolo, Signor.

Fino all'ultimo respiro,

Tu li reggi, e co'tuoi Santi

Li congiungi nell'Empiro,

Li perpetua nell'amor.

Non v'ha giorno in nostra vita

Che tue lodi non cantiamo:

E il tuo nome confidiamo

Di lodar per ogni età.

Dal peccato, deh ti degna

Preservarne in questo giorno

E a noi vegli ognor d'intorno

La paterna tua pietà. 

La pietà che fu mai sempre

Del cor nostro la speranza,

La pietà che sempre avanza

Ogni voto, ogni desir.

In te solo, mio Signore,

Spero adesso, e ognor sperai,

Né confusa fin giammai

La mia speme in avvenir.

## Musica
Il Te Deum è stato musicato da diversi autori, quali Paisiello, Palestrina, de Victoria, Cimarosa, Purcell, Domenico Scarlatti, Händel, Bruckner, Berlioz, Giovan Battista Lulli, Mendelssohn, Mozart, Haydn, Verdi, Galassi, Pärt, Dvorak e Reger.
Il preludio del Te Deum H. 146 di Charpentier è utilizzato quale sigla di inizio e fine delle trasmissioni in Eurovisione.
Il Te Deum viene inoltre intonato dal coro nel finale del primo atto della Tosca di Giacomo Puccini.
Alan Menken e Stephen Schwartz hanno preso vari versi di questo testo sacro per la colonna sonora Sanctuary! nel film Il gobbo di Notre Dame.